# Gerard De Paep
Gerard Jan Florimond De Paep (Melsele, 22 november 1898 - Beveren, 18 augustus 1985) was een Belgisch arts, chirurg en Vlaams-nationalistisch politicus voor achtereenvolgens het VNV, DeVlag en de Volksunie.

## Levensloop

### Jeugd en opleiding
Gerard De Paep werd geboren als elfde kind uit een welgesteld, katholiek en Vlaamsgezind boerengezin in Melsele. Als enige kind van de familie dat verder mocht studeren volgde hij van 1912 tot 1918 klassieke humaniora aan het in die tijd Franstalige Sint-Jozef-Klein-Seminarie van Sint-Niklaas. Daar werd hij lid van diverse door Albrecht Rodenbach geïnspireerde scholierenverenigingen (zoals de Wase Studentengilde) en de Beverse studentenbond Vlaams en Vrij. In september 1918 schreef De Paep zich als student geneeskunde in aan de door de Duitse bezetter vernederlandste Rijksuniversiteit Gent (de zgn. von Bissing-universiteit), die echter al na 8 dagen werd gesloten omwille van haar activistische oorlogsreputatie. In februari 1918 stapte hij ook mee op in een 'grote' activistische betoging in Antwerpen. Na de oorlog openden de ook de Vlaamse universiteiten opnieuw met het Frans als voertaal en kwam De Paep op een zwarte lijst van studenten terecht. Om toch zijn studies geneeskunde te kunnen verder zetten schreef hij zich onder zijn tweede voornaam 'Jan' De Paepe in aan de Franstalige ULB waar hij in 1925 afstudeerde.

### Arts-chirurg
In 1925 vestigde Gerard De Paep zich als arts-chirurg in Beveren waar hij in 1927 in samenwerking met de kloosterzusters van de congregatie van de Heilige Vincentius a Paulo in een oude kloosterafdeling en zonder steun van de gemeentelijke overheden de Sint-Annakliniek oprichtte. Onder zijn impuls werden tussen 1931 en 1933 in een kleine nieuwbouw een moderne operatiekamer, een kraamkliniek en een kindertehuis in gebruik genomen. In 1932 stichtte De Paep ook een (avondlijke) verpleegsterschool die aan de kliniek was verbonden en waarvan hij zelf docent was. Door de professionele maar gemoedelijke aanpak van De Paep en zijn medewerkers kende het ziekenhuis al spoedig succes en werd het vanaf de jaren '50 onder zijn leiding verder gemoderniseerd en fors uitgebreid.

### Politicus
Als 21-jarige student was De Paep in 1919 medeoprichter van de Wase afdeling van de Vlaams-nationalistische Frontpartij (die in Beveren opkwam als Katholieke Vlaamsche Volkspartij) waarvoor hij in 1929 op vraag van Amedee Verbruggen Oost-Vlaams lijsttrekker voor de provincieraadsverkiezingen was. De Paep werd verkozen en werd na moeizame onderhandelingen met de Katholieke Partij van 1930 tot 1932 Bestendig Afgevaardigde. De Paep werd daarmee de allereerste Vlaams-nationalistische gedeputeerde van België. Hij was er bevoegd voor welzijn en openbare gezondheid en stond bekend om zijn pragmatisme en terughoudendheid.
Van 1932 tot 1936 was De Paep gemeenteraadslid van Beveren, eerst voor de Frontpartij en vanaf 1934, toen de pluralistische Frontpartij geleidelijk opging in het rechts-autoritaire VNV (VNV), voor de Vlaamsch Nationale Volkspartij, de naam van de gemeentelijke VNV-lijsten. Bij de parlementsverkiezingen van november 1932 trok hij de lijst van de Frontpartij voor de Kamer in het arrondissement Sint-Niklaas maar werd niet verkozen. Met 1924 voorkeurstemmen werd hij een week later als eerste plaatsvervanger wel opnieuw verkozen tot Oost-Vlaams provincieraadslid. Toen De Paep in 1936 lijsttrekker was voor de provincieraadsverkiezingen, haalde het Vlaamsch Nationaal Blok (een kartellijst van VNV en onafhankelijke Vlaamsgezinden) bijna twee keer meer stemmen. Hij verlengde zijn provinciaal mandaat opnieuw en trad voor de tweede keer aan als gedeputeerde, opnieuw in een coalitie met de katholieke partij. Hoewel hij bij de gemeenteraadsverkiezingen van 1938 werd verkozen als lijsttrekker voor het Katholiek Vlaams Concentratieblok (een kartel van VNV en de afgescheurde Christelijke Middenstandsbond) zou De Paep niet zetelen als gevolg van de onverenigbaarheid met zijn ambt in de provinciale bestendige deputatie.
Tijdens de Duitse bezetting in de Tweede Wereldoorlog bleef De Paep lid van het VNV, dat collaboreerde met de Duitsers, en zijn paramilitaire Dietsche Militie - Zwarte Brigade en werd tevens 'celleider' van DeVlag. Op 21 augustus 1940 stelde de bezetter hem aan als commissaris-burgemeester, maar omdat dit onverenigbaar was met zijn provinciemandaat volgde gemeenteambtenaar Armand Claes hem op. Eind 1941 werd hij de voorzitter van de Oost-Vlaamse provinciale cultuurdienst, die diende om het culturele leven te stroomlijnen in kader van de Nieuwe Orde. Vanaf 30 maart 1943 was hij interim-provinciegouverneur. Over de rol die De Paep tijdens de oorlog speelde, lopen de meningen uiteen. Hij bezorgde de bevolking extra voedsel of kolen, kwam tussen om burgers te beschermen en kon ook de terechtstelling van zeven leden van de Beverse Witte Brigade verhinderen. Tegelijk werkte hij samen met de bezetter. In hoeverre De Paep betrokken was bij een razzia van de Feldgendarmerie (Duitse militaire politie) in de gemeenten Burcht, Zwijndrecht en Beveren in de nacht van 27 op 28 april 1944 werd nooit helemaal opgehelderd en uiteindelijk niet weerhouden in zijn strafdossier.
Na de bevrijding werd De Paep in 1944 als provincieraadslid en gedeputeerde geschorst en wegens politieke collaboratie veroordeeld tot drie jaar cel die hij uitzat in het Hechteniskamp Lokeren, Dendermonde, Gent en Sint-Gillis. Zijn zaak kwam echter opnieuw voor en in februari 1949 werd hij door de Krijgsraad veroordeeld tot een gevangenisstraf van eerst vijf en uiteindelijk twaalf jaar en moest hij een schadeloosstelling betalen aan weduwen van enkele mannen die door zijn toedoen in een concentratiekamp waren omgekomen. In 1950 werd hij vervroegd vrijgelaten en in 1962 werd hij door het Hof van beroep in zijn burgerlijke en politieke rechten hersteld en van alle blaam gezuiverd.
Na zijn vrijlating hervatte De Paep zijn medische praktijk in de Sint-Annakliniek. Hij bleef operaties uitvoeren tot zijn tachtigste, in totaal meer dan 60.000 gedurende zijn loopbaan. Omwille van zijn naar eigen zeggen "blijvende strijd om sociale rechtvaardigheid voor de boerenstand" was hij in november 1962 promotor en medeoprichter van het Algemeen Boerensyndicaat, en belandde hij opnieuw in de politiek, ditmaal voor de Volksunie. Van 1965 tot 1974 zetelde De Paep in de Senaat als rechtstreeks gekozen senator voor het arrondissement Dendermonde-Sint-Niklaas. Zowel bij de verkiezingen van 1965, 1968 als die van 1971 haalde hij een hoog aantal voorkeurstemmen. In de periode december 1971-maart 1974 had hij als gevolg van het toen bestaande dubbelmandaat ook zitting in de Cultuurraad voor de Nederlandse Cultuurgemeenschap, die op 7 december 1971 werd geïnstalleerd. In 1974 verliet De Paep de politiek vanwege zijn hoge leeftijd. Op het einde van zijn politieke loopbaan vond hij dat de Volksunie een te progressieve koers begon te varen. Naast zijn professionele en politieke activiteiten was De Paep in de jaren '70 ook bestuurder van de Eural-Spaarkas.

## Eerbetoon
- Onder impuls van Maurits Coppieters werd in januari 1970 de 'Stichting Dr. Gerard De Paep' opgericht. Doel van de vzw was om de geschiedschrijving van de Vlaams-nationale strijd in de twintigste eeuw te bevorderen. Na de ontbinding in 1976 werd de stichting opgevolgd door het Fonds Dr. Gerard De Paep. Gelauwerde auteurs zijn o.m. Hendrik Elias, Guido Provoost, Wim Van Den Steene en Jan Torfs.[14]
- Als stichter van de Sint-Annakliniek ontving dr. De Paep in 1977 het ereteken officier in de Orde van Leopold II.
- Na lange politieke onenigheid en tegenstrijdige adviezen van de Beverse Culturele raad[15] werd in oktober 2010 in de Beverse deelgemeente Melsele toch een nieuwe straat naar hem vernoemd.[16]
- Uit eerbetoon voor zijn sociale verdiensten kreeg Gerard De Paep in de Beverse seniorenresidentie Meulenberg in maart 2020 een permanente expositie met unieke foto's. Naar zijn wens werd op het parkdomein, een buitengoed van het kasteel Molenberg dat in 1938 door De Paep werd aangekocht voor zijn gezinswoning en dokterskabinet, in 1985 een residentie met serviceflats gebouwd.[17]

Gerard De Paep overleed op 18 augustus 1985. In zijn grafrede en doodsprentje, geschreven door zijn persoonlijke vriend en dichter Anton van Wilderode, werd hij geprezen als een bekwaam en volksgezind arts en plichtsbewuste Vlaams-nationalist.